# Harry S. Swarth
Harry Schelwald Swarth (* 26. Januar 1878 in Chicago, Illinois; † 22. Oktober 1935 in Berkeley, Kalifornien) war ein US-amerikanischer Zoologe. Seine Forschungsschwerpunkte waren die Ornithologie und die Mammalogie.

## Leben
Swarth verbrachte seine frühen Jahre in Chicago und Los Angeles. Sein Interesse an der Natur wurde durch enge Kontakte zu George Frean Morcom (1845–1932), einen Amateurornithologen aus Chicago, geweckt und gefördert. Von 1904 bis 1908 war Swarth Assistent an der Abteilung für Zoologie am Field Museum of Natural History in Chicago. Als 1908 das Museum of Vertebrate Zoology gegründet wurde, erhielt Swarth einen Posten als Assistenzkurator für Vögel. Von 1910 bis 1913 sowie von 1916 bis 1927 war er Kurator an der ornithologischen Abteilung. Von 1913 bis 1916 war er Assistenzdirektor des Museum of History, Science and Art in Los Angeles. 1927 wurde er Kurator an der Abteilung für Mammalogie und Ornithologie der California Academy of Sciences. Diesen Posten hatte er bis zu seinem Tod im Oktober 1935. 
Swarths zoologische Erkundungen erstreckten sich über einen Zeitraum von fast 40 Jahren und umfassten mehrere Regionen im westlichen Nordamerika, darunter Arizona, Südkalifornien, Südostalaska und den Küstenabschnitt von British Columbia. Er galt als einer der aktivsten und profiliertesten Forscher der Wirbeltier-Zoologie an der Westküste der Vereinigten Staaten. 1919 gehörte er zu den Gründungsmitgliedern der American Society of Mammalogists. 1932 war Swarth Mitglied der Templeton-Crocker-Expedition zu den Galapagosinseln, wo er die Avifauna und die Nagetierfauna studierte.
Swarth beschrieb mehrere Vogel- und Säugetiertaxa, darunter die Unterarten Passerella schistacea fulva und Passerella schistacea canescens der Schieferammer, die Unterarten Pipilo maculatus falcinellus, Pipilo maculatus umbraticola und Pipilo maculatus montanus der Fleckengrundammer, die Unterart Geospiza pallida striatipecta des Spechtdarwinfinks, die Unterarten Melozone crissalis bullata und Melozone crissalis petulans der Kaliforniengrundammer, die Unterart Baeolophus inornatus affabilis der Eichenmeise, die Unterart Mimus parvulus wenmani der Galápagosspottdrossel, die Unterart Dendragapus fuliginosus sitkensis des Küstengebirgshuhns, die Unterart Spizella breweri taverneri des Blassammer, die Unterart Strix occidentalis huachucae des Fleckenkauzes, die Unterart Poecile gambeli atratus der Gebirgsmeise, die Unterart Cistothorus palustris aestuarinus des Sumpfzaunkönigs, die Unterart Picoides villosus sitkensis des Haarspechts sowie das Vancouver-Murmeltier (Marmota vancouverensis).

## Dedikationsnamen
Nach Swarth sind die Santiago-Galapagosratte (Nesoryzomys swarthi), die Unterart Dipodomys heermanni swarthi der Heermann-Kängururatte, die Unterart Passerella schistacea swarthi der Schieferammer und die Unterart Glaucidium californicum swarthi des Kalifornienzwergkauzes benannt. 1927 beschrieb Loye Miller die fossile Falkenart Falco swarthi aus dem Jungpleistozän, die heute als Unterart des rezenten Gerfalken (Falco rusticolus) gilt.

## Schriften (Auswahl)
- Birds of the Huachuca Mountains Arizona, monograph in Pacific Coast Avifauna, 1904
- Study of a Collection of Geese of the Branta canadensis Group from the San Joaquin Valley California, 1913
- A Distributional List of the Birds of Arizona, monograph in Pacific Coast Avifauna, 1914
- Birds of the Papago Saguaro National Monument And The Neighboring Region, Arizona, 1920
- A Distributional List of the Birds of British Columbia, monograph in Pacific Coast Avifauna, 1925
- The Faunal Areas of Southern Arizona: A Study in Animal Distribution, 1929
- A Systematic Study of the Cooper Ornithological Club, 1929
- The Faunal Areas of Southern Arizona: A Study in Animal Distribution, Artikel in den Proceedings of the California Academy of Sciences, 1929
- The Avifauna of the Galapagos Islands, 1931, Artikel in den Occasional Papers of the California Academy of Sciences, 1931